# NGC 5317
NGC 5317 (ook: NGC 5364) is een spiraalvormig sterrenstelsel in het sterrenbeeld Maagd. Het hemelobject werd op 2 februari 1786 ontdekt door de Duits-Britse astronoom William Herschel.

## Synoniemen
- UGC 8853
- MCG 1-36-3
- ZWG 46.9
- IRAS 13536+0515
- PGC 49555